# Мејби (Мичиген)
Мејби (енгл. Maybee) град је у америчкој савезној држави Мичиген.

## Демографија
По попису из 2010. године број становника је 562, што је 57 (11,3%) становника више него 2000. године.
| Група             | 2000.       | 2010.       |
| Белци             | 492 (97,4%) | 535 (95,2%) |
| Афроамериканци    | 2 (0,4%)    | 8 (1,4%)    |
| Азијати           | 0 (0,0%)    | 2 (0,4%)    |
| Хиспаноамериканци | 9 (1,8%)    | 10 (1,8%)   |
| Укупно            | 505         | 562         |